# Kathleen (West-Australië)
Kathleen is een spookdorp in de regio Goldfields-Esperance in West-Australië. Kathleen maakt deel uit van het lokale bestuursgebied (LGA) Shire of Leonora waarvan Leonora de hoofdplaats is.
Er wordt in de omgeving onder meer koper, lithium en tantalium gedolven.

## Geschiedenis
In 1897 werd in de streek goud ontdekt. Het plaatsje Kathleen werd in 1900 officieel gesticht. Omdat het goud in een vallei werd gevonden noemden de inwoners het Kathleen Valley. De inspecteur op het departement Ruimtelijke Ordening vond die naam ongepast en liet 'Valley' uit de naam weg. Het is niet bekend wie Kathleen was.

## Ligging
Het ligt langs de Goldfields Highway, 1.018 kilometer ten noordoosten van de West-Australische hoofdstad Perth, 117 kilometer ten zuidzuidoosten van Wiluna en 186 kilometer ten noordnoordwesten van Leonora.

## Klimaat
Kathleen kent een warm woestijnklimaat, BWh volgens de klimaatclassificatie van Köppen.